# 舞風 (曲)
「舞風」（まいかぜ）は、吉岡亜衣加の4作目のシングル。2010年10月6日にティームエンタテインメント/クロスフューチャーレーベルから発売された。

## 概要
表題曲「舞風」は、テレビアニメ『薄桜鬼 碧血録』のオープニングテーマとして使用された。

## 収録内容
（全作詞：森由里子） 
1. 舞風 [4:08]
作曲：上野義雄、編曲：太田美知彦
  - テレビアニメ『薄桜鬼 碧血録』オープニングテーマ
2. たったひとつの遠い道 [4:57]
作曲：鶴由雄、編曲：安瀬聖
3. 舞風（instrumental）
4. たったひとつの遠い道 （instrumental）

## 収録アルバム
| 曲名 | 収録アルバム | 発売日        | 備考                  |
| ---- | ------------ | ------------- | --------------------- |
| 舞風 | 『時の彩り』 | 2011年7月13日 | 3rdオリジナルアルバム |

## カバー
- YURiKA - 2019年発売のアルバム『ただいま。～YURiKA Anison COVER～』に収録。